# Per Christian Münstermann
Per Christian Münstermann (9 de febrero de 1999 en Düren) es un ciclista profesional alemán que milita en las filas del conjunto Saris Rouvy Sauerland Team.

## Trayectoria
Per Christian Münstermann comenzó con el atletismo antes de pasarse al ciclismo en 2010. En 2011 pasó a formar parte del conjunto SG Radschläger Düsseldorf donde se formó como ciclista.
Al año siguiente, Münstermann ganó la Vuelta a Colonia para juveniles. En 2016 se proclamó Campeón de Alemania Junior en la modalidad de Omnium, obtuvo el segundo lugar en la carrera de puntuación y el tercer lugar en la persecución individual. Al año siguiente, junto con Nils Weispfennig, ganó el título junior en madison y el campeonato nacional alemán en la contrarreloj por equipos con el equipo junior del Rose Team NRW. En los campeonatos mundiales de ciclismo en pista junior del mismo año, terminó cuarto en madison junto con Rico Brückner.
En 2017, Münstermann fue nombrado como el "Ciclista Junior del Año" de Düsseldorf. También en 2017 fue galardonado con el "León de Oro" como ciclista del año en su ciudad natal de Düren.
En 2018, Per Christian Münstermann se convirtió en ciclista profesional firmando un contrato con el equipo continental Team Sauerland NRW p/b SKS GERMANY. 

## Palmarés
Aún no ha conseguido ninguna victoria como profesional